# 远襄镇
远襄镇，是中华人民共和国河南省商丘市柘城县下辖的一个乡镇级行政单位。

## 行政区划
远襄镇下辖以下地区：
南街村、西街村、东街村、北街村、陆庄村、老官张村、余花村、大张庄村、邓庄村、董庄村、司洼村、杜庄村、大张旗村、元兵马村、苇自园村、范庄村、马张桥村、余老家村、余双楼村、任庙村、赵楼村、权庄村、陈楼村、王双庙村、庞堂村和王侯村。